# Wierzchowisko (Silésie)
Pour les articles homonymes, voir Wierzchowisko.
Wierzchowisko est une localité polonaise de la gmina de Mykanów, située dans le powiat de Częstochowa en voïvodie de Silésie.